# J Balvin Mix Tape
J Balvin Mix Tape o simplemente Mix Tape es el nombre del primer álbum recopilatorio del cantante de reguetón colombiano J Balvin, lanzado el 28 de febrero por EMI Music. El mixtape recopila algunos de los éxitos del artista desde 2009 hasta 2012.
El 23 de abril de 2012 se lanzó el video musical de «Como un animal» para promocionar dicho mixtape. El clip fue grabado en las calles de Bogotá bajo la dirección de Salomón Simhon y con el protagonismo de la modelo y actriz colombiana Norma Nivia.

## Lista de canciones
| N.º | Título             | Duración |  |
| 1.  | «Seguire subiendo» | 3:39     |  |
| 2.  | «En lo oscuro»     | 3:14     |  |
| 3.  | «Sin compromiso»   | 3:09     |  |
| 4.  | «Como yo»          | 3:23     |  |
| 5.  | «Me gustas tu»     | 2:59     |  |
| 6.  | «Mi corazón»       | 3:16     |  |
| 7.  | «Como un animal»   | 3:19     |  |
| 8.  | «Invisible»        | 3:38     |  |
| 9.  | «Un sueño»         | 3:16     |  |
| 10. | «Abrázame»         | 3:33     |  |